# Не оглядывайся, сынок
«Не оглядывайся, сынок» (сербохорв. Ne okreći se, sine) — югославский фильм 1956 года хорватского режиссёра Бранко Бауэра. Фильм снят по одноимённому роману сербского писателя Арсена Диклича.
В 1999 году, по опросу хорватских кинокритиков, фильм стал восьмым «величайшим хорватским фильмом, из когда-либо созданных».

## Сюжет
Во время Второй мировой войны, инженер Невен Новак, участник нелегального партизанского сопротивления, сбегает из поезда, на котором усташи перевозят заключенных в Ясеновац. После успешного побега он пытается спасти своего сына Зорана, мальчика, которого воспитывали на усташской и нацистской идеологии, из детского дома усташей в Загребе. Когда Зоран узнаёт, что его отец — враг режима, он отказывается бежать вместе с ним на территорию партизан. Новак сталкивается с сопротивлением сына и возросшим давлением, которое на него оказывают полиция и агенты.

## В ролях
- Берт Сотлар[хорв.] — Невен Новак
- Златко Лукман — Зоран Новак
- Лила Андерс — Вера
- Радойко Йежич — Лео
- Златко Мадунич[хорв.] — агент
- Тихомир Поланец[хорв.] — чистильщик обуви
- Мария Мерлич — Паола
- Вики Гловацки — портье
- Бранко Шполяр[англ.] — Бркич
- Никша Штефанини — шеф полиции
- Иво Паич — усташ
- Круно Валентич — полицейский
- Степан Юрчевич — Добрич

## Награды
- Кинофестиваль в Пуле, 1956 — Золотая арена за лучший фильм[6]